# Reyon Kay
Reyon Kay (10 december 1986) is een Nieuw-Zeelandse langebaanschaatser. Kay maakte de overstap naar het langebaanschaatsen na eerst aan inline hockey en skeeleren gedaan te hebben.
Op 10 februari 2017 won Kay samen met Peter Michael en Shane Dobbin de zilveren medaille op de ploegenachtervolging bij het WK afstanden. De Nieuw-Zeelanders kwamen slechts 0,52 seconden te kort voor de gouden medaille. Een jaar later tijdens de Olympische Winterspelen eindigden ze net naast het podium.

## Records

### Persoonlijke records
| Afstand    | Tijd    | Datum           | Baan    |
| ---------- | ------- | --------------- | ------- |
| 500 meter  | 36,79   | 19 maart 2016   | Calgary |
| 1000 meter | 1.10,36 | 19 maart 2016   | Calgary |
| 1500 meter | 1.45,79 | 3 december 2017 | Calgary |
| 3000 meter | 3.41,16 | 7 oktober 2017  | Inzell  |
| 5000 meter | 6.22,57 | 1 december 2017 | Calgary |

(laatst bijgewerkt: 13 januari 2018)

## Resultaten
| Jaar | WK Afstanden                          | Olympische Spelen                          |
| ---- | ------------------------------------- | ------------------------------------------ |
| 2016 | 6e massastart                         |                                            |
| 2017 | 23e massastart · ploegenachtervolging |                                            |
| 2018 |                                       | 26e 1500m HF12 massastart 4e achtervolging |

HF12 = 12e in halve finale